# Joeri Simonov

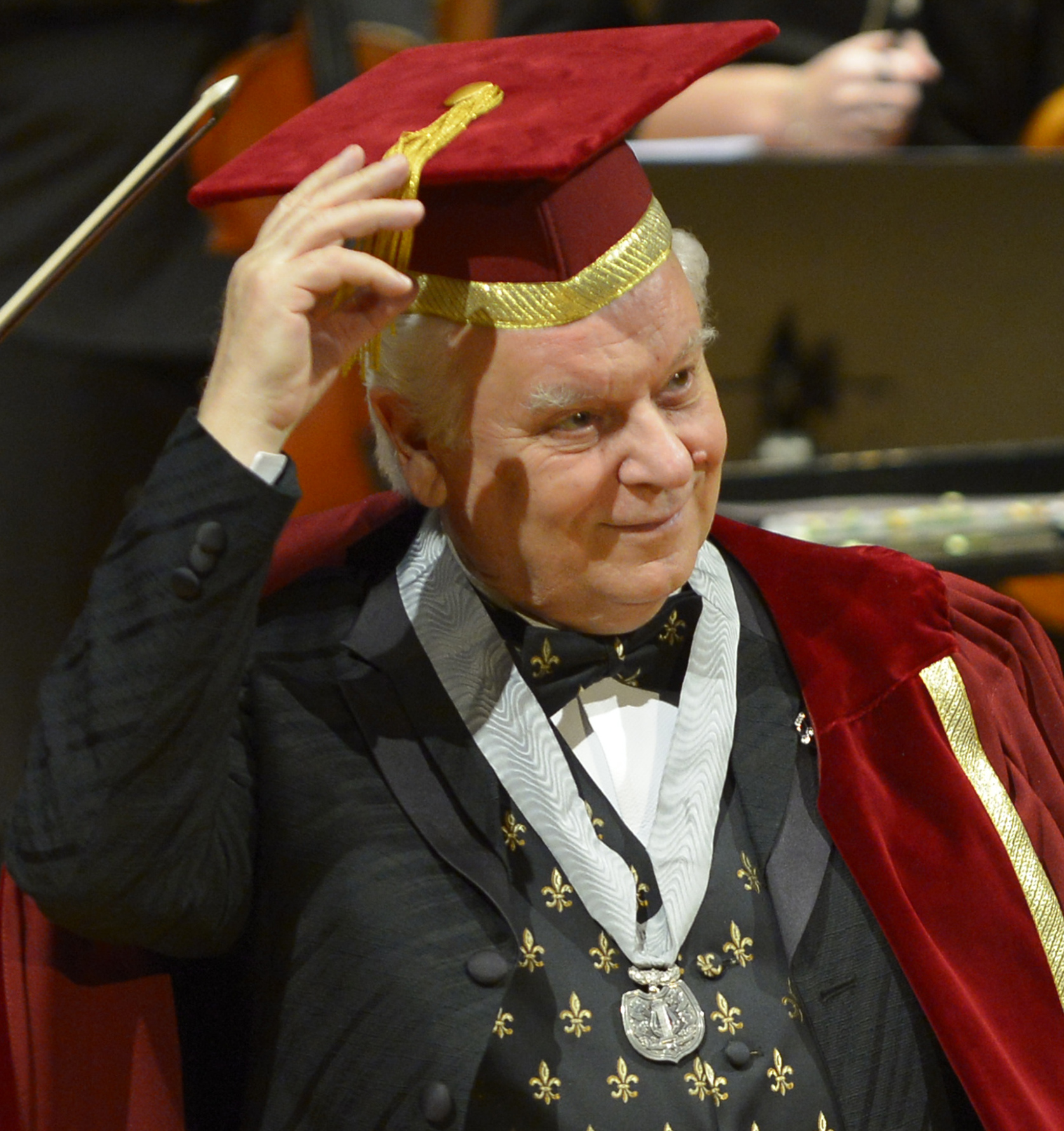
Joeri Simonov in 2019

Joeri Ivanovitsj Simonov (Russisch: Ю́рий Ива́нович Си́монов) (Saratov, 4 maart 1940 of 1941) is een Russisch dirigent.

## Biografie
Hij studeerde aan het Konservatorija im. N.V. Rimskogo-Korsakova in Sint-Petersburg samen met Nikolaj Rabinovitsj, waarna hij assistent werd van Jevgeni Mravinski bij het Sint Petersburg Philharmonisch Orkest van 1969 tot 1970.
In 1966 behaalde hij de tweede plaats in een wedstrijd voor de prijs van “beste dirigent van de Sovjet-Unie”. Van 1970 tot 1985 was hij de eerste dirigent van het Bolsjojtheater in Moskou. In 1979 richtte hij het Kamerorkest van het Bolsjojtheater op. Van 1978 tot 1991 was hij de eerste dirigent van het orkest van het Conservatorium van Moskou een post die voor hem bezet was door Kirill Kondrasjin (die had namelijk tijdens een tournee asiel aangevraagd en gekregen in Nederland). Van 1994 tot 2002 was hij eerste dirigent van het Nationaal Orkest van België. Vanaf 1998 is hij de eerste dirigent van het Philharmonisch Orkest van Moskou.